# Göran Bengtsson (friidrottare)
Göran Olof Bengtsson, född 25 november 1949, är en svensk tidigare långdistanslöpare. Han tävlade för IK Ymer.
Göran Bengtsson var svensk rekordhållare på 10 000 meter 1974 till 1975. 1976 deltog han i maratonloppet vid OS i Montréal och kom på 14:e plats. Vid EM 1978 kom han tolva i maraton.